# Voluta

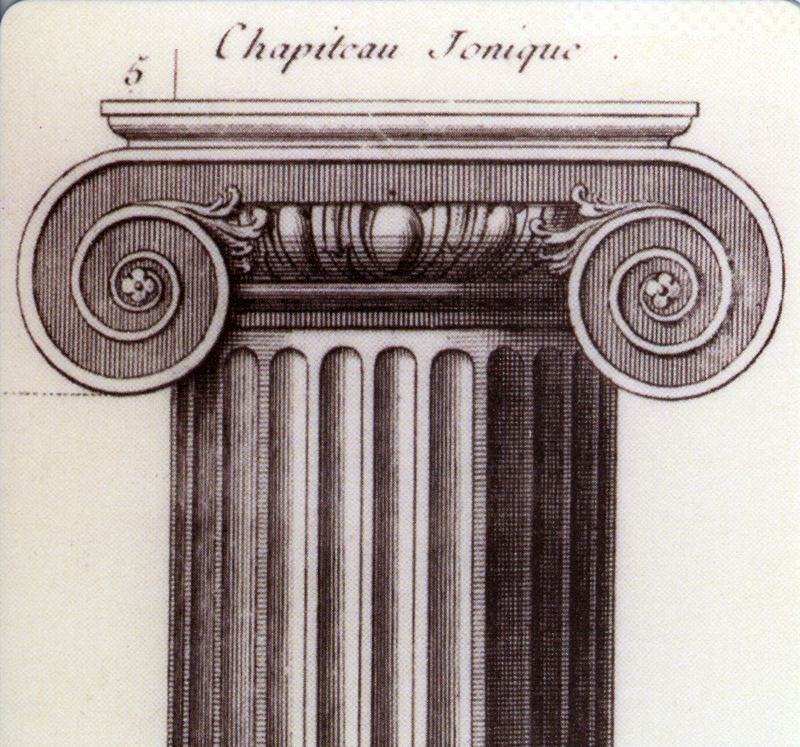
Jón oszlopfő

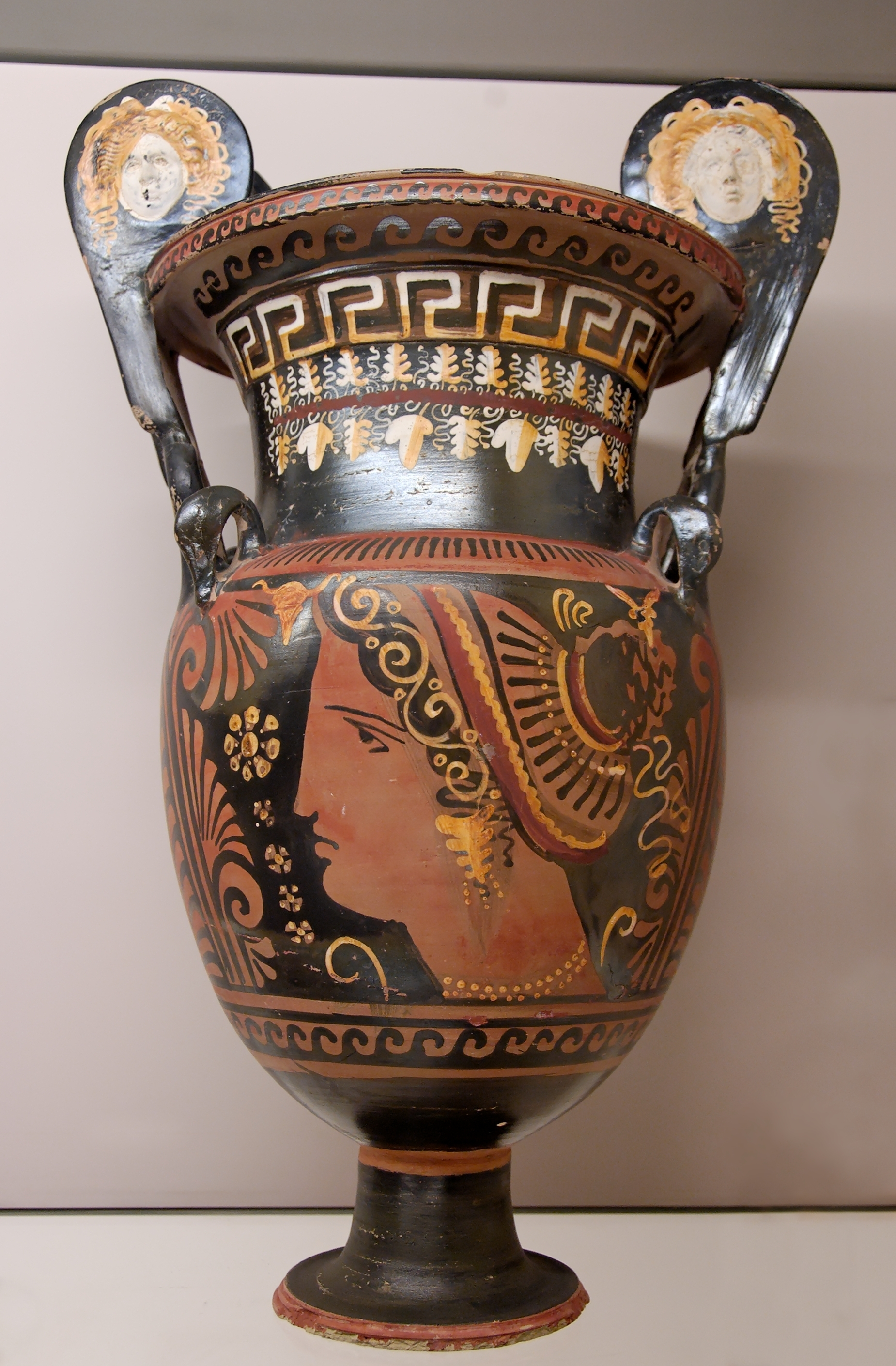
Voluta-kratér (keverőedény)

A voluta latin eredetű építészeti kifejezés, amely bizonyos görbe vonalú épületelemeket jelöl.
Az oszlopokon a voluta spirál alakban haladó görbe vonal, amellyel azokat a tagokat formálják, melyeket teherhordásra alkalmaznak és melyiknek külső formáiban a nyomást és az elasztikus ellenállást akarják kifejezni. Ilyen voluta díszíti a jón oszlopfő fő tagját; ebből fejlődött ki a korinthoszi oszlopfő 4 sarokvolutája. Ilyen a korinthoszi oszlopfő párkányában a szarufő, ilyenek a görög és reneszánsz ablak-, ajtó-, szemöldökpárkány gyámkövei. A voluta hajlatának közepén lévő domború, lencse alakú kiugrás a voluta szeme.
Mint homlokzatdísz, a voluta főleg a barokk templomokra jellemző elem, amely a fő- és mellékhajók magasságkülönbségét hidalja át. Először a reneszánsz építészetben tűnt fel, a firenzei Santa Maria Novella templom homlokzatán.